# Пашков, Константин Анатольевич
Константин Анатольевич Пашков  (род. 28 августа 1976, Пушкино, Московская область) — российский государственный и общественный деятель, заместитель Министра транспорта Российской Федерации с 27 июня 2024 года. Действительный государственный советник Российской Федерации 1-го класса. Заместитель председателя Российского общества историков транспорта (РОИТ), председатель Объединённого ученого совета Российской академии транспорта.
Российский историк медицины, заведующий кафедрой истории медицины Российского университета медицины Министерства здравоохранения Российской Федерации, председатель Общероссийской общественной организации «Российское общество историков медицины», научный руководитель Российского музея медицины, профессор РАН, доктор медицинских наук, профессор,

## Биография

### Образование
В 1994 году с отличием окончил Московский медицинский колледж при ЦКБ № 4 им. Н. А. Семашко МПС России, в 2000 году окончил с отличием лечебный факультет Российского университета медицины Министерства здравоохранения Российской Федерации. Также в 2000 году прошёл переподготовку в МГУ имени М. В. Ломоносова по специальности «Менеджмент PR», в 2013 году окончил РАНХ и ГС при Президенте Российской Федерации по специальности «Государственное и муниципальное управление».

### Семья
Женат, воспитывает двух сыновей и дочь.

### Профессиональная деятельность
1999—2002 — начальник пресс-службы Московской железной дороги.
2002—2003 — советник Министра путей сообщения Российской Федерации.
2003 — начальник ФГУП «Центр по взаимодействию со средствами массовой информации и рекламе» Министерства путей сообщения Российской Федерации.
2003—2005 — начальник департамента по связям с общественностью ОАО «Российские железные дороги».
2005—2011 — советник Министра транспорта Российской Федерации, заместитель директора департамента управления делами.
2011—2024 — директор административного департамента Министерства транспорта Российской Федерации.
Распоряжением Правительства Российской Федерации 27 июня 2024 года назначен заместителем Министра транспорта Российской Федерации.
Администратор федерального проекта «Развитие кадрового потенциала транспортной отрасли», который включен в состав нацпроекта «Эффективная транспортная система».

### Научная деятельность
В 2002 году защитил диссертацию на соискание ученой степени кандидата медицинских наук по специальностям «внутренние болезни» и «общественное здоровье и здравоохранение». В 2005 году избран доцентом по кафедре истории медицины. В 2007 году избран профессором по кафедре истории медицины. В 2011 году — защитил диссертацию на соискание ученой степени доктора медицинских наук по теме «Зубоврачевание и стоматология России IX-XX веков. Основные этапы и направления развития». В 2016 году присуждено ученое звание профессора по специальности история науки и техники.
Создатель и главный редактор первого профессионального интернет-сайта по истории медицины (с 2006 года). Создатель Музея истории медицины и стоматологии в МГМСУ им. А. И. Евдокимова.
С 2002 по 2003 работал старшим преподавателем кафедры общественного здоровья и здравоохранения МГМСУ. С июля 2003 по настоящее время — заведующий кафедрой истории медицины. С 2015 года — главный научный сотрудник Национального НИИ общественного здоровья им. Н. А. Семашко. Решением президиума РАН присвоено звание профессора РАН по отделению медицинские науки (2022 год).

### Работа на кафедре истории медицины
Под руководством К. А. Пашкова на кафедре истории медицины МГМСУ определены новые направления научных исследований. Создана периодизация истории зубоврачевания и стоматологии в России.
Проведено широкое внедрение новых технологий обучения в учебных процесс. Внесены существенные коррективы в подготовку и обновление учебно-методических материалов, разработку тестовых заданий по компьютерному контролю знаний студентов. Созданы видеофильмы по истории медицины.
Создана концепция Российского музея медицины. Кафедра стала методическим центром по развитию медицинского музееведения. На регулярной основе прохладят курсы повышения квалификации для преподавателей истории медицины и работников медицинских музеев. Кафедра сотрудничает с ведущими мировыми медицинскими музеями. Профессура из зарубежных университетов регулярно читает лекции студентам.
Создан и ведется Реестр медицинских музеев России.
Инициировано и проводится на постоянной основе Всероссийская конференция с международным участием «Медицина в годы Великой Отечественной войны 1941—1945 годов»; Всероссийская конференцию с международным участием «История стоматологии»; «Чтения памяти профессора Г. Н. Троянского»; Всероссийская конференция с международным участием «Медицинские музеи России: перспективы развития».
Сформирована новая концепцию музея истории МГМСУ. Расширена его экспозиции. Музей обогащен новыми материалами по истории развития кафедр, выявлена роль и значение вклада ученых МГМСУ в стоматологию и медицину. В Музее собрана самая большая в России коллекция по истории зубоврачевания и стоматологии, насчитывающая свыше 15 000 единиц хранения по зубоврачебной тематике. Более половины предметов из личной коллекции К. А. Пашкова. Автор нескольких документальных фильмов по истории медицины. Музей на регулярной основе участвует в международной акции «Ночь в музее», привлекая тысячи посетителей.
Автор серии гидов-путеводителей по медицинским музеем Евразии, серии методических брошюр «В помощь работникам медицинского музея».

### Изучение и комплексный анализ наследия Пьера Фошара
С 2016 года кафедра ведет работу по изучению и комплексному анализу наследия Пьера Фошара. Французский врач П.Фошар (1679—1761) признан в мире как пионер стоматологической науки. Широкую известность ему принес труд «Хирург-дантист или трактат о зубах», впервые увидевший свет в 1728 году. В 1746 году выходит второе издание — дополненное проблемами пародонта (альвеолярной пиореи), новыми ортопедическими конструкциями, с портретом автора (гравюра Ж.-Б. Скотена, с портрета Ж. Э. Лё Беля, написанного в 1720 году). Особое изящество придавали анатомические виды, зубоврачебные инструменты и протезы по рисункам П. Белома. Книга стала апологетом зубоврачебной науки на многие годы, сразив вековые догмы и утвердив её как самостоятельную область знаний в медицине. Среди многочисленных разрозненных источников по зубоврачеванию его труд знаменует новую эру и не раз цитировался в дальнейшем, в том числе и корифеями отечественной стоматологии. Интересно, что английский перевод, ввиду большой популярности, переиздавался многократно, и в последний раз в 2015 году. До 2018 года работа на русский язык переводилась лишь частично, с английского перевода 1946 года, что не давало возможности сложить целостного представления о труде и вкладе Фошара. В 2018 году на кафедре истории медицины МГМСУ им. А. И. Евдокимова был завершен, отредактирован и выпущен в свет первый русскоязычный вариант знаменитого труда. Редактор перевода К. А. Пашков опубликовал статью, в которой устранены многие неточности научной биографии Фошара. В частности, место рождения и смерти, особенности и отличия 1 и 2 издания книги, личной биографии. Книга является новым историческим источников введенным в научный оборот. В музее медицины МГМСУ им. А. И. Евдокимова создан раздел П. Фошара.

## Сфера научных интересов
Сфера научных интересов: история транспорта России, история зубоврачевания и стоматологии в России и мире, медицинское музееведение, научная организация учебного процесса, инновационные методики преподавания истории медицины.

## Членство и работа в профессиональных организациях
Заместитель председателя Российского общества историков транспорта (РОИТ). Председатель Российского общества историков медицины. Руководитель профессиональной секции Стоматологической ассоциации России по истории стоматологии. Член президиума Общества врачей России.
Член Правления Московского научного общества историков медицины (c 2003 года), член Международного общества историков медицины, член Европейской ассоциации медицинских музеев, член Международной ассоциации музеев (ICOM), член редколлегии журнала «Проблемы социальной гигиены, здравоохранения и истории медицины», член редколлегии журнала «Терапевтический архив», член редколлегии «Московского хирургического журнала». Член редколлегии журнала «История медицины», член редколлегии журнала «ACTA MEDICO-HISTORICA RIGENSIA» (Рига, Латвия), член редколлегии научно-практического журнала «Форум стоматологии» DENTALFORUM. Председатель Объединённого ученого совета Российской академии транспорта.

## Основные работы

### Монографии
- Пашков К. А., Троянский Г. Н. Московский государственный медико-стоматологический университет на службе Отечеству (80 лет истории) (недоступная ссылка). (Монография) М.: «Вече», 2004. — 203 с.
- Пашков К. А. Зубоврачевание и стоматология в России IX—XX веков. Основные направления развития. (Монография). М.: МГМСУ, 2008. — 320 с.
- Пашков К. А. Ромодановский П. О., Пашинян Г. А., Баринов Е. Х., Белолапоткова А. В., Борисенко К. А. Судебная стоматология. Страницы истории. (Монография). М.: МГМСУ. — 2009. — 200 с.
- Пашков К. А. Зубоврачевание и стоматология в России IX—XX веков. Основные этапы и направления развития. (Монография). Казань, Центр инновационных технологий, 2011. — 311 с.
- Pashkov K. Dental science and dentistry in Russia (9-20 Centuries) Principal Stages and Directions of Development. Pauls Stradins Museum of the History of Medicine, Riga Stradins University Institute of the History of Medicine. Riga, 2013.
- Пашков К. А. Зубы и зубоврачевание. Очерки истории. (Монография). М.: «Вече», 2014. — 239 с.
- Пашков К. А. История стоматологии: от истоков до XX века. (Монография). М.: МГМСУ, 2018—368 с.: ил.
- Пашков К. А., Баринов Е. Х., Борисенко К. А., Белолапоткова А. В., Ромадановский П. О., Г. И. Вильга — основоположник судебной стоматологии в России (Монография). МГМСУ, 2019, 145 с.
- Пашков К. А., Баринов Е. Х., Борисенко К. А., Белолапоткова А. В., Ромодановский П. О., Паренькова О. Р., Конон О. Н., А. Г. Жмака, Профессор Гурген Амаякович Пашинян. Жизнь в науке. (Монография). ООО «М — Принт» 2021, 192 с.

### Статьи
- Пашков К. А. Становление и развитие системы повышения квалификации преподавателей, усовершенствования и специализации врачей МГМСУ // Российский стоматологический журнал. — 2006. — № 2. — С. 45-47.
- Пашков К. А. Роль отечественных ученых в развитии ортодонтии. Часть I. // Стоматология детского возраста и профилактика. — 2007. — № 3. — С. 41-44.
- Пашков К. А. Роль отечественных ученых в развитии ортодонтии. Часть II. Концепция профилактической направленности оказания ортодонтической помощи // Стоматология детского возраста и профилактика. — 2007. — № 4. — С. 55-58.
- Пашков К. А. Между прошлым и будущим. Московскому государственному медико-стоматологическому университету 85 лет! // «Cathedra». — 2007. — Том 6. — № 3. — С. 8-10.
- Пашков К. А. Подготовка зубных техников в советский период // Российский стоматологический журнал. — 2007, № 5. — С. 41-42.
- Пашков К. А. Вклад отечественных ученых в развитие профилактики стоматологических заболеваний // Форум стоматологии (DENTALFORUM). — 2007. — № 4 (24). — С. 2-5.
- Пашков К. А. Жизненный путь и научная стоматологическая ортопедическая школа профессора В. Ю. Курляндского // Стоматология. — 2008. — № 6 (том 87). — С. 78-81.
- Пашков К. А. Подготовка специалистов стоматологического профиля — зубных врачей и врачей-стоматологов в советский и постсоветский период / Российский стоматологический журнал. — 2008. — № 1. — С. 42-45
- Пашков К. А. Музей истории Московского государственного медико-стоматологического университета // Цветные металлы. — 2009. — № 3. — С. 70-72
- Пашков К. А. Московский государственный медико-стоматологический университет: история и современность (к 85-летию университета) // Стоматология. — 2009. — № 4. — С. 73-76.
- Пашков К. А. Влияние земств на развитие зубоврачебной помощи в России // Стоматология для всех — 2011. — № 3. — С. 74-75.
- Пашков К. А. Основные направления и тенденции исторического развития отечественной стоматологии // Практическая медицина — 2011. — № 4 (52). — С. 163—167.[17]
- Пашков К. А. О периодизации истории отечественной стоматологии // Известия вузов. Северо-Кавказский регион — 2011. — № 5. — С. 98-104.
- Пашков К. А. и соавт. Профессор Е. Е. Фромгольд: Две фотографии, или страница репрессированной медицины // Журнал "Медицина и образование в Сибири — 2012. — № 2[18]
- Пашков К. А. и соавт. Академик В. Н. Виноградов по воспоминаниям современников // Тихоокеанский медицинский журнал — 2013. — N 1.- С.97-100.[19]
- Пашков К. А. и соавт. Роль московских терапевтических школ в становлении кафедры внутренних болезней и преподавании терапии в Московском стоматологическом институте // Экономика и менеджмент в стоматологии — 2013. — N 1. — С.67-71.[20]
- Пашков К. А. и соавт. От зубоврачевания к стоматологии // Стоматология — 2013. — N 4. — С.74-77.[21]
- Пашков К. А. и соавт. Некоторые вопросы истории Московского государственного медико-стоматологического университета // Стоматология — 2014. -N 1. — С.80-82.[22]
- Пашков К. А. и соавт, Профессор Московского стоматологического института Владимир Петрович Померанцев- представитель клинической школы академика В. Н. Виноградова. //СТОМАТОЛОГИЯ ДЛЯ ВСЕХ» International Dental Review № 2 (68) — 2015 — С. 57-60.
- Пашков К. А. и соавт, Максим Петрович Кончаловский: к 140-летию со дня рождения.// «История медицины» Научно-практический журнал (Том 2) № 3 — 2015 — С.346-354.
- Пашков К. А. Академик М. С. Вовси и «дело врачей» //ACTA MEDICO-HISTORICA RIGENSIA — Riga. RSU — 2016 — С. 190—207
- Пашков К. А. и соавт, Василий Дмитриевич Шервинский (1850—1941) и медицина России в первой трети XX века // «История медицины» Научно-практический журнал (Том 4) № 2 — 2017
- Пашков К. А. и соавт, И дольше века длится жизнь. (к 110-летию со дня рождения профессора В. Ю. Курлянского) // Журнал «Сathedra» стоматологическое образование № 65 М., 2018
- Пашков К. А. и соавт, Вопросы аллергии и непереносимости стоматологических материалов в работе учеников профессора А. И. Дойникова // «Вопросы теоретической и практической медицины»: сборник материалов 83-й Всероссийской научной конференции студентов и молодых ученых. Вестник БГМУ, приложение № 3. г. Уфа, 2018
- Пашков К. А. и соавт, История международных ассоциаций медицинских музеев. // Журнал «Проблемы социальной гигиены, здравоохранения и истории медицины» № 26 (3) ОАО "Издательство «Медицина» 2018
- Пашков К. А. и соавт, Из истории Смоленского государственного стоматологического института (1936—1941 гг.) // Журнал «Вестник», Смоленской государственной академии. Том 17, № 4 2018
- Пашков К. А. и соавт, Красный санпросвет: медицина, культура, общество в 1920 годы. // Электронный научный журнал «Наследие веков» № 3 Южное отделение Всероссийского НИИ культурного и природного наследия 2021, с. 14-30
- Пашков К. А. и соавт, Последний царский министр Н. К. Кульчицкий (1856—1925) между наукой и политикой. //Журнал «Проблемы социальной гигиены, здравоохранения и истории медицины», том 29 № 3 издательство АО «Шико» 2021, с. 553—559
- Пашков К. А. и соавт, Методическая пальпация живота: история развития метода. // «Терапевтический архив» 93 Издательство ООО «Консилиум Медикум» 2021, с. 999—1002
- Пашков К. А. и соавт, Исторические аспекты трансформации системы медицинского образования // Журнал «Национальное здравоохранение» 2021, с. 32-40

### Программы для ЭВМ
- Программа тестирования знаний по истории медицины для студентов стоматологических факультетов медицинских вузов России (Программа для ЭВМ). Авторское свидетельство об официальной регистрации программы для ЭВМ № 2005612668. 2005.
- Программа для формирования базы данных иллюстрированных материалов по истории медицины и их систематизации (Программа для ЭВМ). Авторское свидетельство об официальной регистрации программы для ЭВМ № 2005612722. 2005.
- Фотобанк истории медицины (База данных). Авторское свидетельство об официальной регистрации базы данных № 2005620272. 2005.

## Награды
- Орден "Дружбы (2014)[23];
- Медаль ордена «За заслуги перед Отечеством» I степени (2012)[24];
- Медаль «За заслуги перед Курской областью» I степени (2021)[25].